# Lieven Malfait
Pour les articles homonymes, voir Malfait.
Lieven Malfait, né le 18 juin 1952 à Kuurne dans la province de Flandre-Occidentale, est un coureur cycliste belge, en activité de 1972 à 1982.

## Biographie
Lieven est le fils de Noël et le frère de Geert Malfait, également coureurs cyclistes. Il a un fils prénommé Hendrik et Leif Hoste est son neveu.
Très tôt épris par le cyclisme, il compte près d'une trentaine de victoires à son actif en 1973.

## Palmarès
- 1972
  - 3e de la Flèche flamande
- 1973
  - Flèche ardennaise
  - 2e du Tour des Flandres espoirs
  - 2e du Circuit franco-belge
  - 3e du Circuit du Westhoek-Mémorial Stive Vermaut
- 1974
  - Omloop van de Westkust
  - Circuit des Trois Provinces (Avelgem)
- 1976
  - Circuit du Houtland
- 1977
  - 3e du Grand Prix de Momignies
- 1978
  - Zwevezele Koers
- 1979
  - Grand Prix Marcel Kint
  - 3e du Championnat des Flandres
  - 3e du Grand Prix de Momignies
  - 3e du Circuit de Niel
- 1980
  - Circuit Mandel-Lys-Escaut
  - Circuit de la région linière
- 1981
  - Circuit du Tournaisis

### Résultats sur les grands tours

#### Tour de France
1 participation :
- 1979 : abandon (3e étape

#### Tour d'Espagne
2 participations :
- 1977 : hors délai (12e étape)
- 1979 : abandon (8e étape

#### Tour d'Italie
1 participation :
- 1977 : 91e